# Famille De Marneffe
La famille De Marneffe, est une famille belge, homonyme de la famille du chevalier croisé Guillaume de Marneffe, dont l'origine commune reste à démontrer.

## Personnalités
À cette famille appartiennent :
- Jean-Antoine-Joseph De Marneffe, leynwatier, né à Avernas-le-Bauduin le 25 mai 1715, épousa à Bruxelles, Notre-Dame de la Chapelle, le 24 février 1758, Anne Berchamps, veuve de Jean Philippe Trigaux, poorter ende meester rademaecker (« bourgeois et maître faiseur de roues »). Jean-Antoine-Joseph De Marneffe, a été reçu bourgeois de Bruxelles le 5 février 1759 et habitait alors rue Haute nevens den Heere schepenen De Bie (« à côté de Monsieur l'échevin De Bie »)[1]. Dont :

* Pierre-Joseph De Marneffe, né à Bruxelles le 20 mai 1760 paroisse de la Chapelle, marchand de tableaux, qui avait participé activement à le révolution brabançonne à la tête de son propre corps. Le musée royal de l'Armée et de l'Histoire militaire à Bruxelles conserve son portrait au pastel. Il avait épousé en l'église de Saint-Géry le 1er mai 1788, Élisabeth Lambertine Van Assche, née le 18 juillet 1764, sœur du peintre Henri Van Assche (1774-1841), issue d'une vieille famille de brasseurs bruxellois. Dont :
* Louis-Joseph De Marneffe (1789-1848), lieutenant général.
* François De Marneffe (1793-1877), peintre, frère du précédent.